# BNP Paribas Open 2012
Das BNP Paribas Open 2012 war der Name eines Tennisturniers der WTA Tour 2012 für Damen sowie eines Tennisturniers der ATP World Tour 2012 für Herren, die gleichzeitig vom 5. bis zum 18. März 2012 in Indian Wells stattfanden.

## Herrenturnier
→ Hauptartikel: BNP Paribas Open 2012/Herren
→ Qualifikation: BNP Paribas Open 2012/Herren/Qualifikation

## Damenturnier
→ Hauptartikel: BNP Paribas Open 2012/Damen
→ Qualifikation: BNP Paribas Open 2012/Damen/Qualifikation